# Ioan Movilă
Pour les articles homonymes, voir Movila.
Ioan Movilă ou Moghilă est un noble moldave mort en 1570.

## Origine
Fils du boyard Dragota Movilă, il devient en 1546 Vistier puis de 1551 à 1563 mare Logofät de la principauté de Moldavie. Il se retire dans un couvent où il meurt comme moine en 1570 sous le nom de Ioanichie.

## Union et postérité
Entre 1553 et 1555 il épouse la princesse Maria, fille de Pierre IV Rareș prince de Moldavie dont il a pour enfants :
- Ieremia Movilă, prince de Moldavie
- Gheorghe Movilă, d'abord moine puis évêque de Rădăuți de 1579 à 1587 et Métropolite de Moldavie sous le nom de Gheorghe III de 1588 à 1591 et de 1595 à 1605.
- Simion Ier Movilă, prince de Valachie et de Moldavie